# Camp de les Comes
Camp de les Comes – miejscowość w Hiszpanii, w Katalonii, w prowincji Girona, w comarce Gironès, w gminie Sant Julià de Ramis.
Według danych INE z 2005 roku miejscowość zamieszkiwało 157 osób.